# Bonnac, Ariège
Bonnac är en kommun i departementet Ariège i regionen Occitanien i södra Frankrike. Kommunen ligger  i kantonen Pamiers-Est som ligger i arrondissementet Pamiers. År 2022 hade Bonnac 789 invånare.

## Befolkningsutveckling
Antalet invånare i kommunen Bonnac
Referens: INSEE